# Kim Chun
 (août 2025).
Si vous disposez d'ouvrages ou d'articles de référence ou si vous connaissez des sites web de qualité traitant du thème abordé ici, merci de compléter l'article en donnant les références utiles à sa vérifiabilité et en les liant à la section « Notes et références ».
Kim Chun (hangeul : 김준 ; hanja : 金俊 ; RR : Gim Jun), est un chef militaire coréen né à une date inconnue et mort en 1268. C'est l'un des chefs du régime militaire du Koryŏ, et règne de 1258 à 1268. 
Il assassine son prédécesseur Ch'oe Ŭi, lors de sa prise de pouvoir, ce qui permet au roi Kojong puis à son héritier Wonjong de retrouver la réalité du pouvoir.